# Ostro

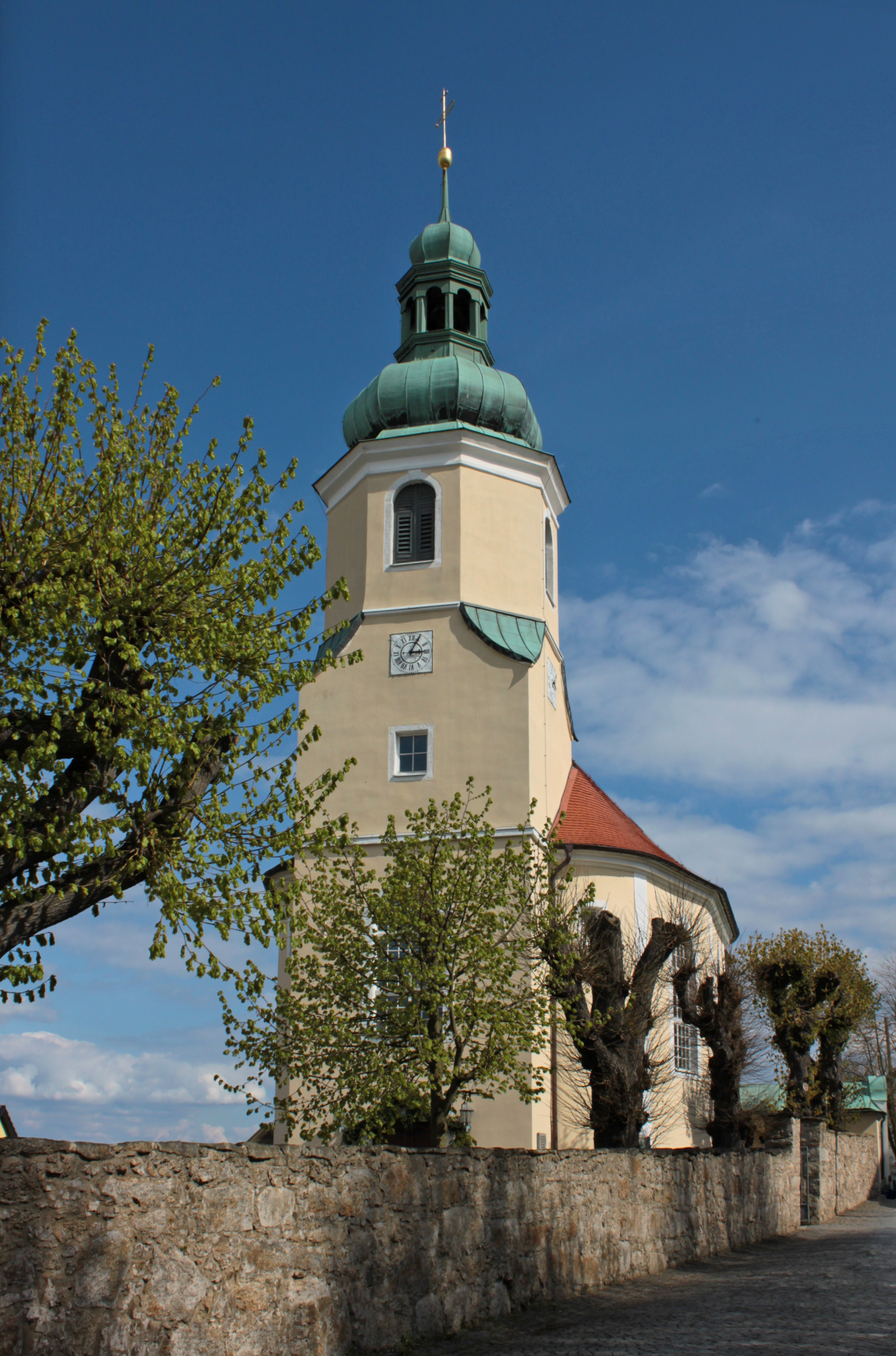
St.-Benno-Kirche in Ostro

Ostro, obersorbisch Wotrowⓘ, ist ein Dorf im ostsächsischen Landkreis Bautzen. Es zählt zur Oberlausitz und befindet sich im Kernsiedlungsgebiet der Sorben. Die zur Gemeinde Panschwitz-Kuckau gehörige Ortschaft hat knapp 300 Einwohner und ist eine der ältesten urkundlich erwähnten Siedlungen der Oberlausitz. Die Mehrheit der Einwohner spricht Sorbisch als Muttersprache.

## Lage
Ostro liegt im Südwesten der Oberlausitz, etwa fünf Kilometer östlich von Elstra und gut zwei Kilometer südlich von Panschwitz-Kuckau. Der Ort zählt zum „Oberland“ (Horjany) der ehemaligen Klosterpflege St. Marienstern und befindet sich am westlichen Hang des Klosterwasser-Tales. Auf der anderen Seite des Flüsschens erhebt sich die Ostroer Schanze. Der Ort befindet sich zwischen 183 und 220 Metern über dem Meeresspiegel.

## Geschichte
In der Nähe des Dorfes befindet sich eine gut erhaltene vorgeschichtliche Schanze. Sie wurde von Leuten der eisenzeitlichen Billendorfer Kultur vor etwa 2500 Jahren angelegt. Die Sorben nahmen die Reste des spätestens seit dem 4. Jahrhundert verlassenen Befestigungswerks in Besitz, als sie sich im 8. Jahrhundert im Gebiet der Oberlausitz niederließen. In dieser Zeit wurde die Schanze in einer kleineren Version neu errichtet. Mit einer Fläche von 2,5 ha war diese Großburg anscheinend der Hauptort der Milzener, bevor sie von Bautzen abgelöst wurde. Vom späteren Kamenz kommend wurde das umliegende Gebiet von den Trassenzügen der Via regia durchquert. Im 12. Jahrhundert hatte sich die Burg überlebt und war nicht mehr zu halten. Sie wurde durch eine 150 m südöstlich gelegene Turmhügelbefestigung abgelöst.
Von 1076 bis 1559 gehörte das Dorf zur Pfarrei Göda. Als in der Pfarrkirche von Göda die Reformation eingeführt wurde, blieben die Bewohner Ostros katholisch und wurden nach längeren Auseinandersetzungen zwischen den evangelischen Ständen der Oberlausitz und dem sächsischen Kurfürsten auf der einen und dem Domstift St. Petri in Bautzen als Ortsherrschaft auf der anderen Seite der katholischen Pfarrei Crostwitz zugeordnet.
1755 kaufte Bischof Jakob Wosky von Bärenstamm ein Bauerngut im Ort und ließ ein Pfarrhaus errichten. Ostro wurde eigenständige Pfarrei. 1772 wurde der Bau der Kirche St. Benno vollendet. Bischof Wosky gründete 1764 auch die Ostroer Schule. Der ursprüngliche Bau wurde 1836 durch einen Neubau ersetzt, der aber 1841 einstürzte. Das im folgenden Jahr errichtete Schulhaus erhielt 1925 einen Anbau zur Erweiterung. Heute dient das Schulhaus als Treffpunkt der Dorfgemeinschaft.
1910 hatte Ostro 287 Einwohner; fast alle gaben bei der in diesem Jahr vorgenommenen sächsischen Volkszählung Sorbisch als Muttersprache an.
Der bedeutende sorbische Dichter Jakub Bart-Ćišinski wurde 1909 auf dem Ostroer Friedhof beerdigt. An ihn erinnert ein dort 1969 errichtetes Denkmal, das zudem eine Station des 2021 eröffneten Ćišinski-Pfads ist.
Bis 1994 war Ostro eine eigenständige Landgemeinde mit den Ortsteilen Neustädtel (ab dem 1. Juli 1950), Cannewitz, Säuritz und Kaschwitz-Glaubnitz (ab 1974). Dann wurde es nach Panschwitz-Kuckau eingemeindet.

### Ortsname
Den Ortsnamen leiten Ernst Eichler und Hans Walther vom altslawischen Wort für „Insel“ oder „Werder“ (vgl. tschechisch ostrov) ab. Diese Deutung berücksichtigt die Lage der Burg Ostro hoch über dem Klosterwasser, das sie auf drei Seiten umfließt.

### Bevölkerung und Sprache
Für seine Statistik über die sorbische Bevölkerung in der Oberlausitz ermittelte Arnošt Muka in den achtziger Jahren des 19. Jahrhunderts eine Bevölkerungszahl von 258, darunter ausnahmslos Sorben. Ernst Tschernik zählte 1956 in der Gemeinde Ostro (mit Neustädtel) einen sorbischsprachigen Bevölkerungsanteil von noch 85,2 %.

## Persönlichkeiten
- Georg Wuschanski – sorbisch Jurij Łusčanski – (1839–1905); Apostolischer Vikar von Sachsen, Titularbischof von Samos und Dekan des Bautzener Domstifts.
- Józef Nowak (1895–1978); sorbischer Pfarrer

## Galerie

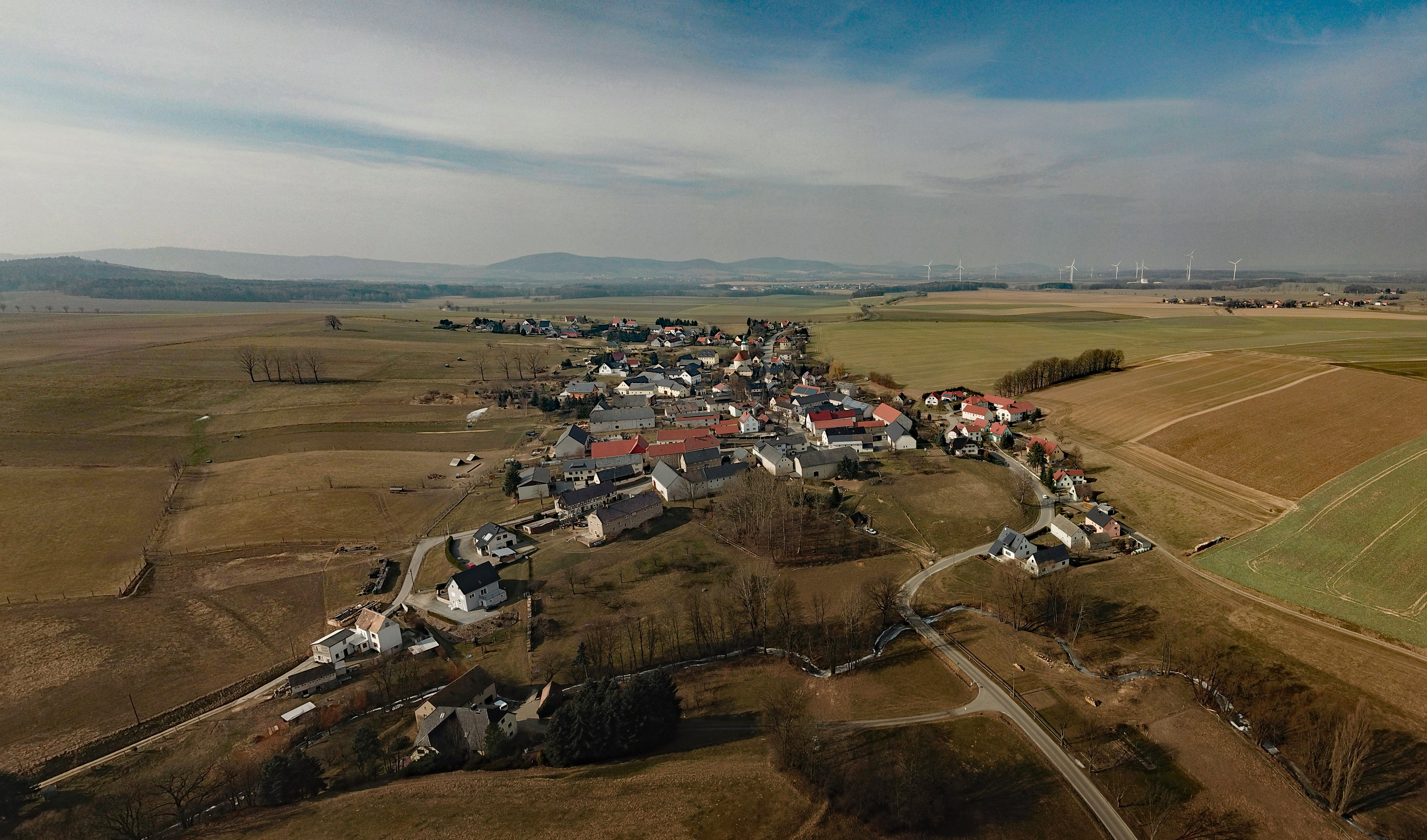
Luftbild
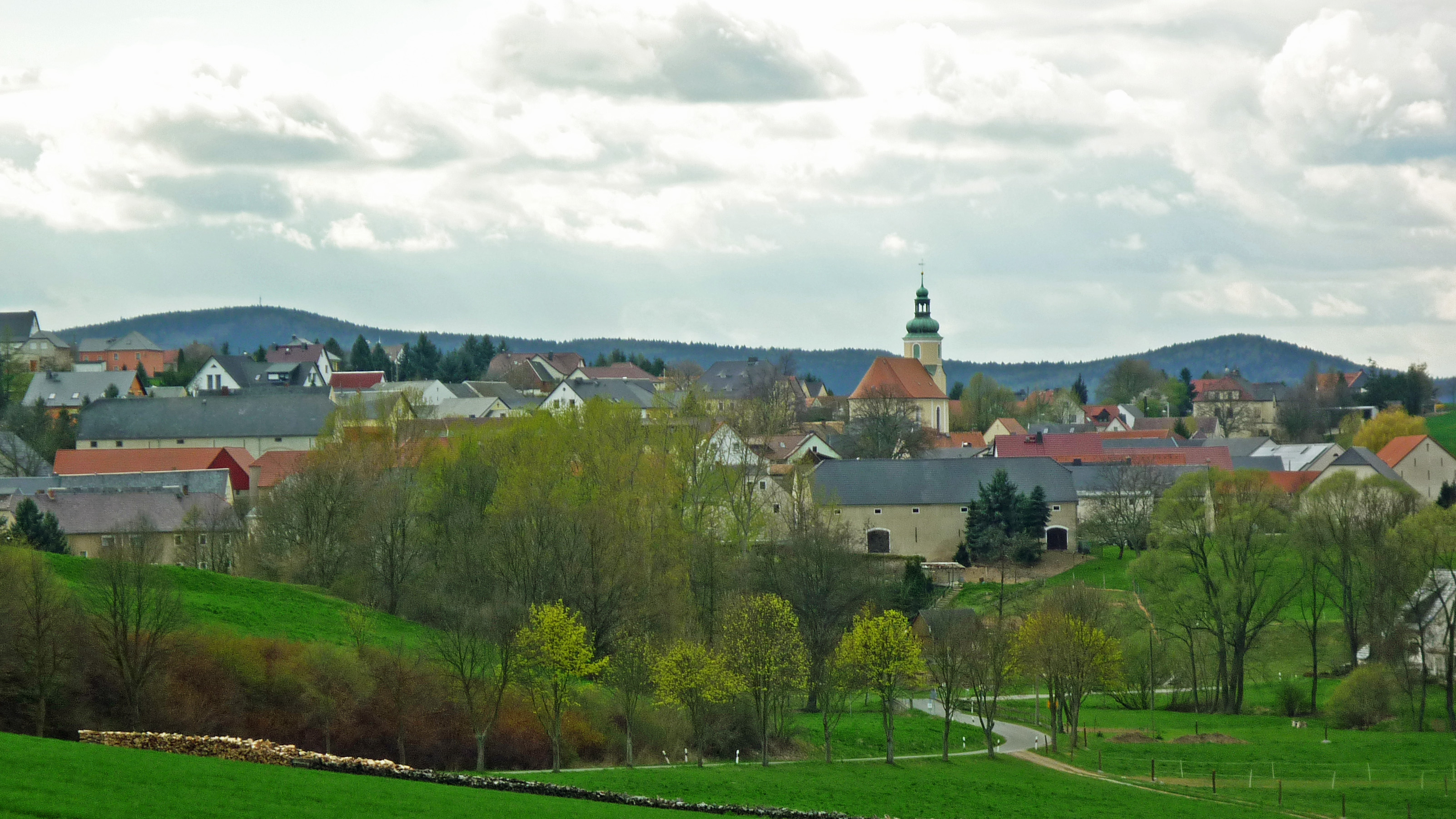
Blick auf Ostro
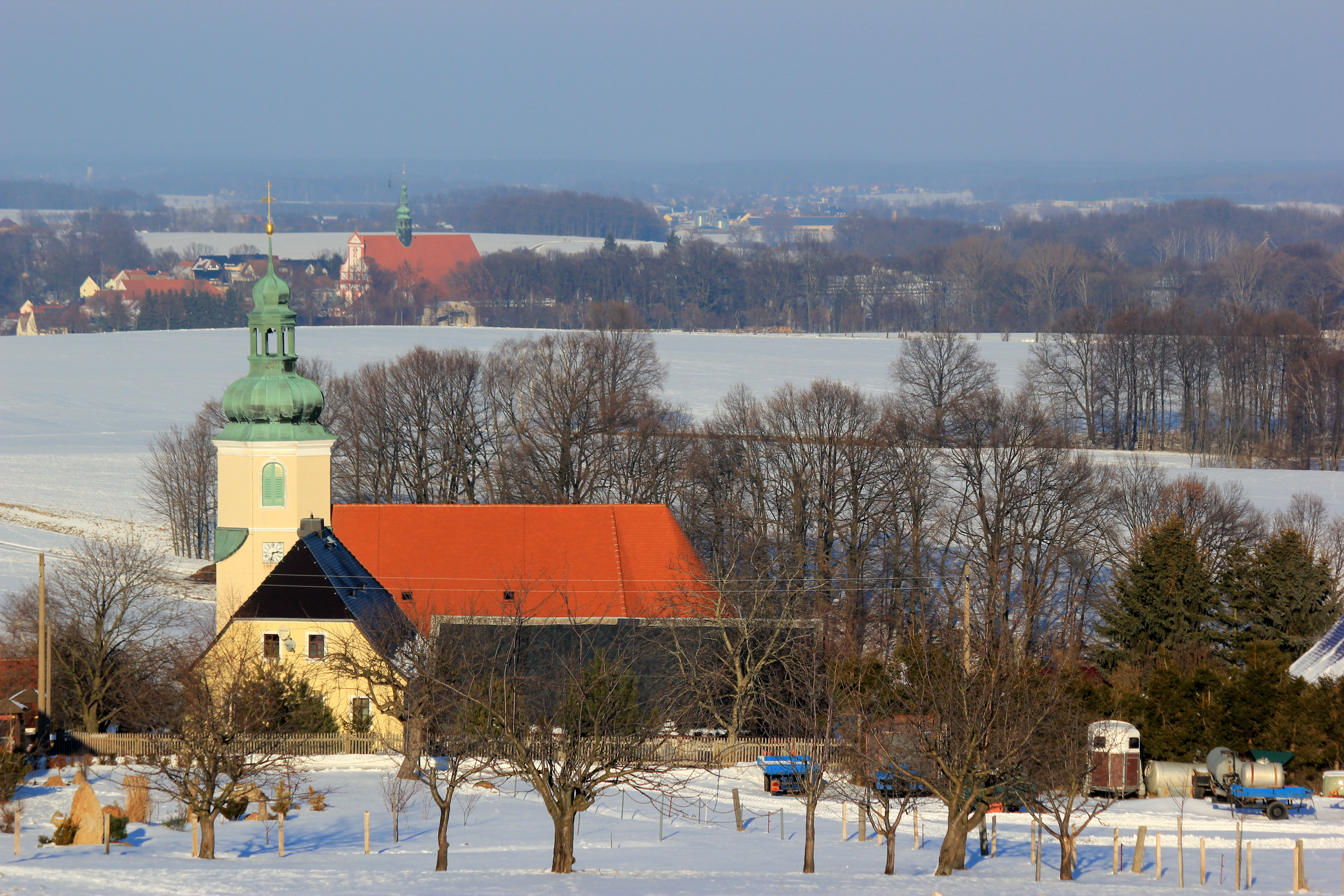
Das Dorf im Winter
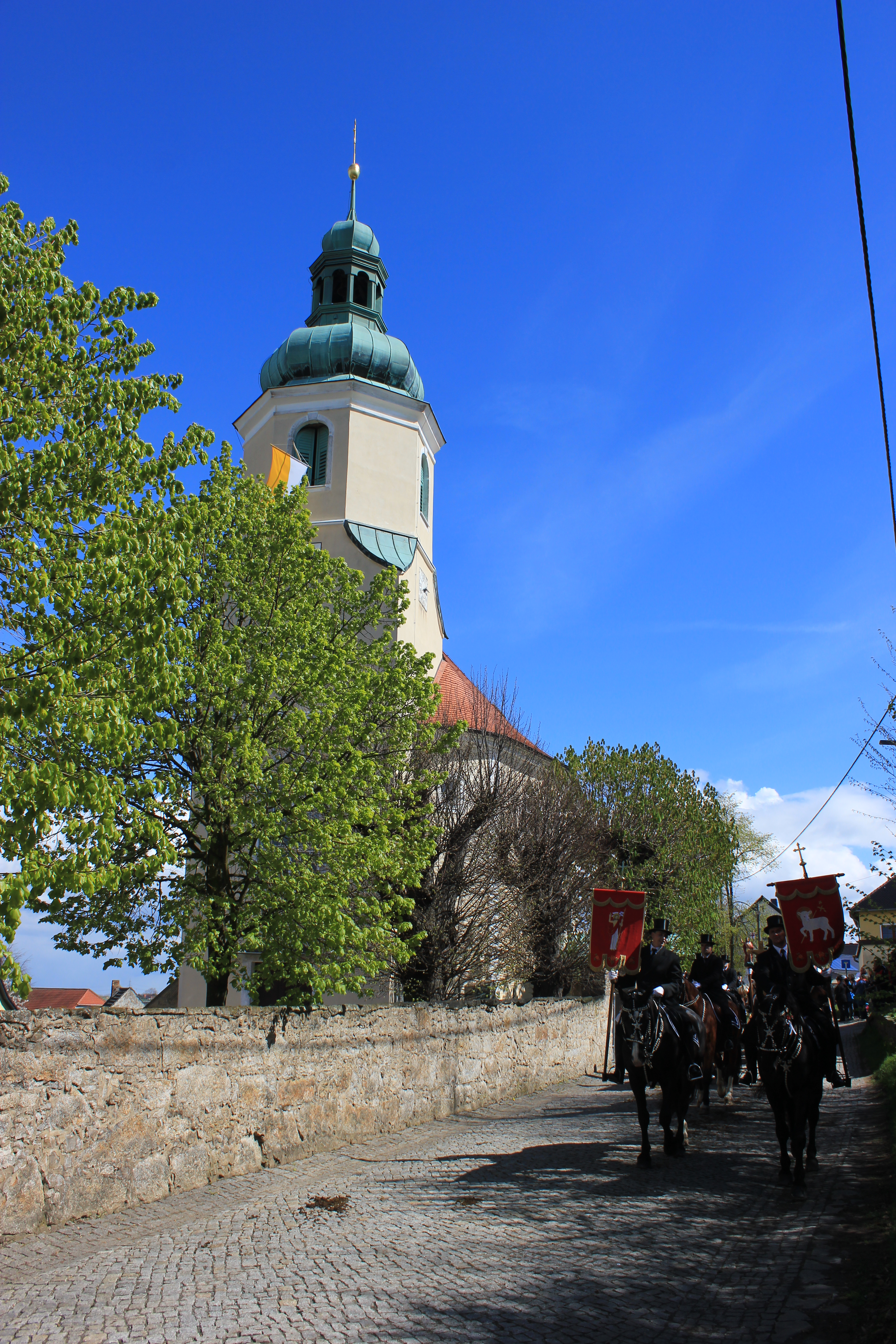
Osterreiter in Ostro
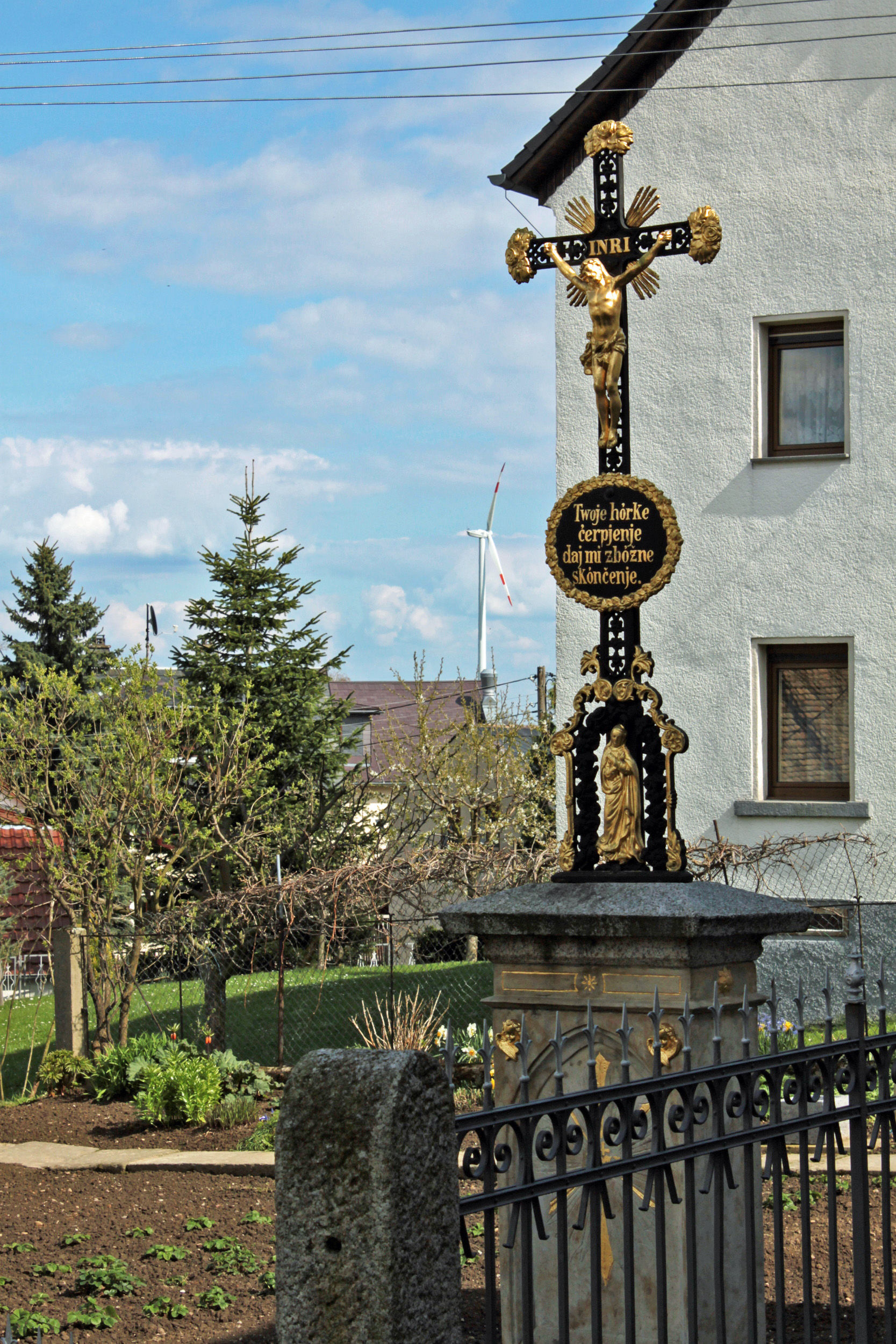
Wegkreuz im Dorf
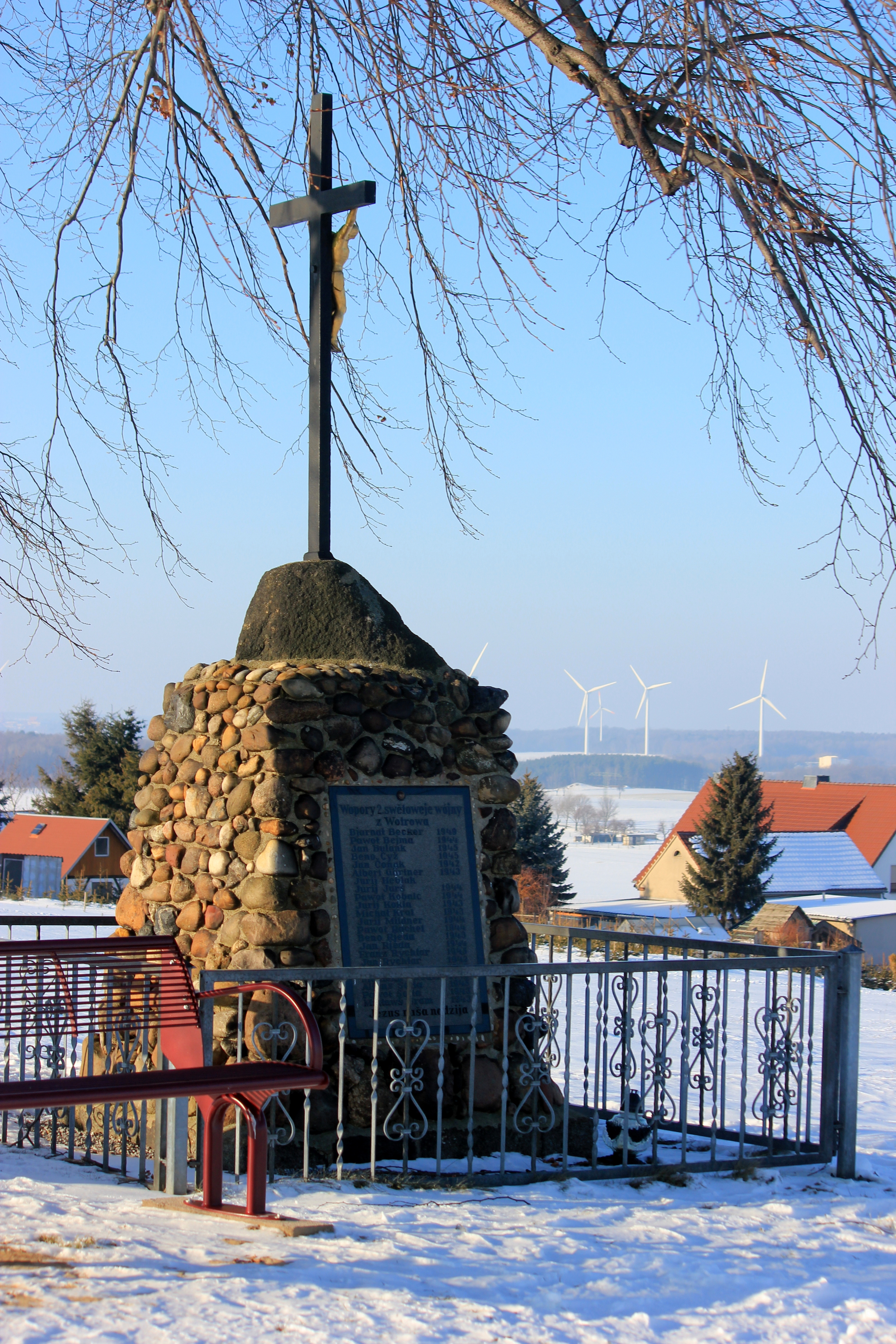
Gefallenendenkmal
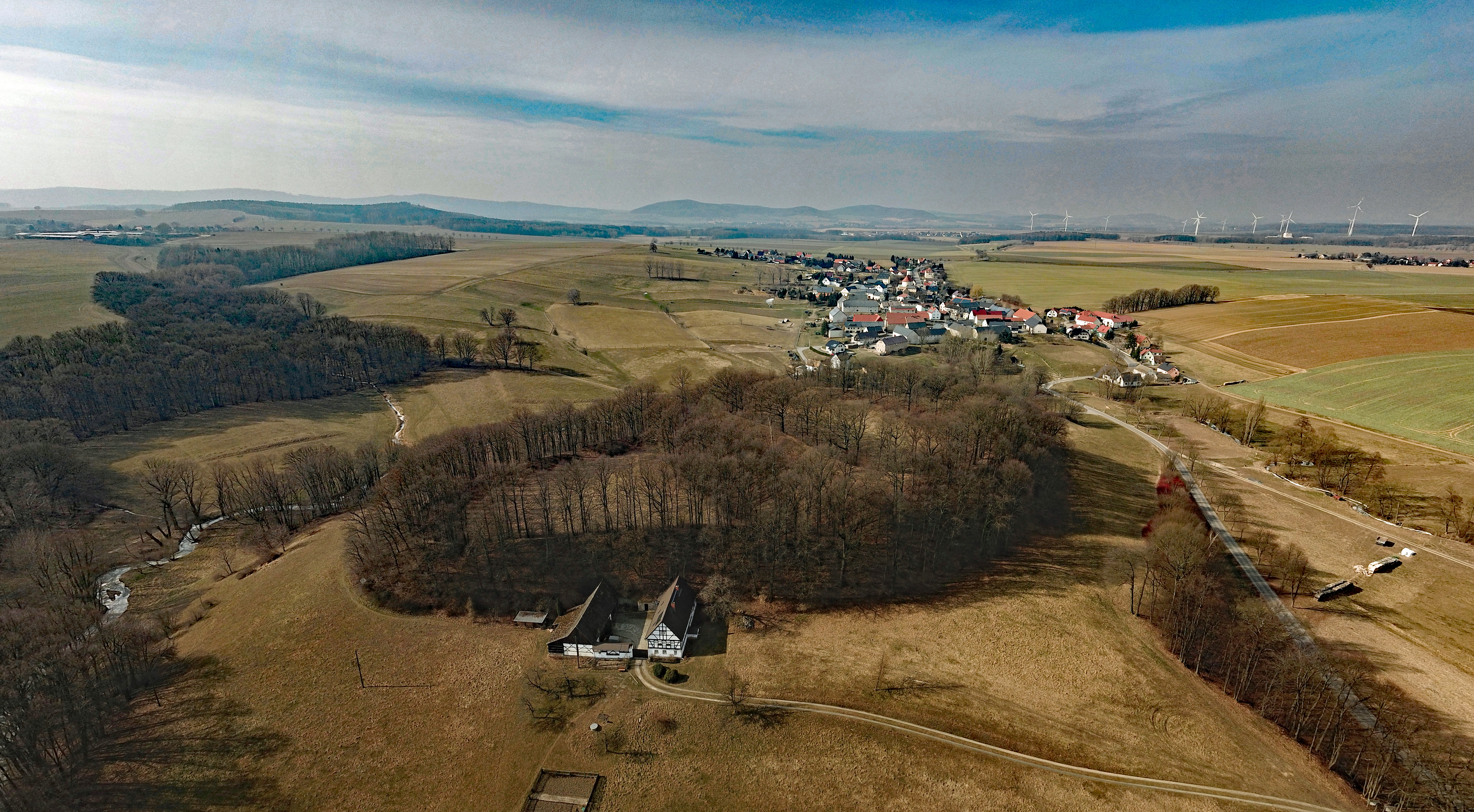
Ostroer Schanze (im Hintergrund Ostro)